# Kašubské pobřeží
Kašubské pobřeží, polsky Pobrzeże Kaszubskie, kašubsky Kaszëbsczi Ùbrzég a německy Kaschubische Küste, je geomorfologický celek, který je součástí Gdaňského pobřeží Baltského moře v Pomořském vojvodství v severním Polsku. Rozkládá se v Trojměstí (tj. ve městech Gdaňsk, Sopoty a Gdyně) a v okrese Wejherowo a okrese Puck. Silné kulturní a etnické zázemí zde mají Kašubové.

## Hranice Kašubského pobřeží
Východní hranicí tvoří krátký úsek řeky Visla a také Baltské moře a Helská kosa, které tvoří hranici také na severu. Západní hranici tvoří Słowińské pobřeží, Wysoczyzna Żarnowiecka, Pradolina Łeby, Pradolina Redy a Pojezierze Kaszubskie. Jižní hranici tvoří Żuławy Wiślane. Dle jiného, jazykového/geomorfologického pohledu, je Kašubské pobřeží definováno jinak a je větší.

## Největší sídla Kašubského pobřeží
Největšími sídly Kašubského pobřeží jsou Gdaňsk, Sopot, Gdyně, Puck a Władysławowo.

## Vodstvo Kašubského pobřeží
Největší řekou je Reda, která ústí do Pucké zátoky. Druhou největší řekou je Kacza, která ústí do Gdaňského Zálivu.

## Další informace
Z pohledu struktury ekonomiky existují rozdíly mezi severem a jihem Kašubského pobřeží. Pro jižní část regionu je typická urbanizace a industrializace a pro severní část regionu je typický cestovní ruch a cestovní ruch.

## Galerie

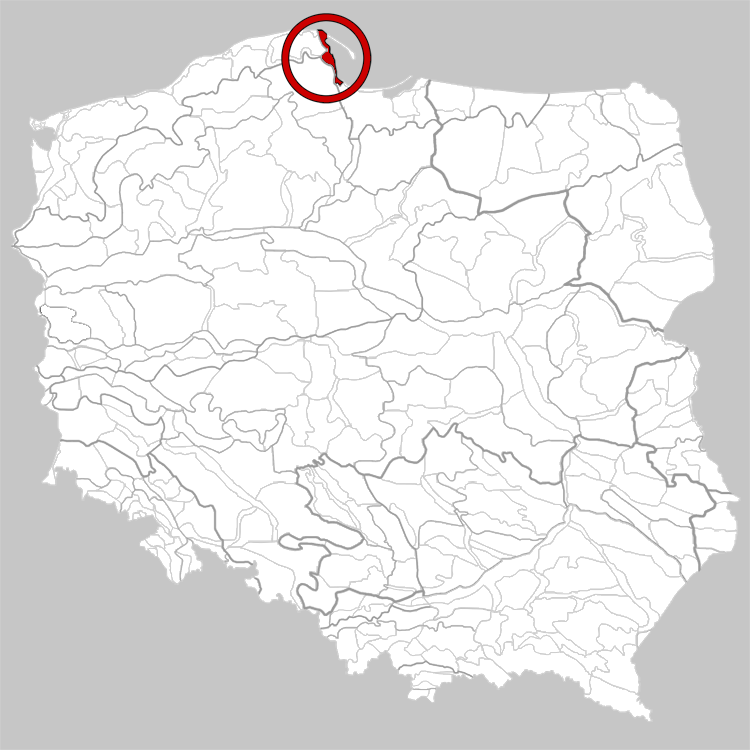